# La Granella
La Granella és una masia abandonada del terme municipal del Castell de Vilamalefa, a la comarca de l'Alt Millars, ubicada just sobre el límit amb el terme de Lludient. Tot i arribar a registrar 54 habitants el 1887, 49 el 1940 i mantindre'n 40 el 1960, a hores d'ara està deshabitada.
El mas estigué format per una quinzena d'habitatges i altres construccions, la majoria dels quals estan en ruïnes i són innaccessibles per l'abundant vegetació que ha crescut a la zona.

## Accés
A la Granella s'accedeix a través d'una pista que naix entre els quilòmetres 25 i 26 de la carretera CV-194 (Fanzara - El Castell de Vilamalefa). Tanmateix també es pot arribar amb vehicle a través de la pista Camino Mas de Vicenta, que arranca de la mateixa via entre els punts quilomètrics 22 i 23.
Pel que fa a l'accés a peu des del cap municipal, cal agafar la pista del mas de Royo i continuar per ella fins a arribar als voltants del mas La Peña el Mojón, punt en el qual apareix una estreta senda que condueix fins a la Granella.

## Economia
La Granella va ser un poblament agrícola, que hi destacava pel seu cultiu de vinya i per la recol·lecció de la malea, que era l'herba emprada per als forns de les fàbriques de ceràmica de l'Alcora.